# Matthias Wiegand
Matthias Wiegand (Plauen, 22 de abril de 1954) es un deportista de la RDA que compitió en ciclismo en la modalidad de pista, especialista en la prueba de persecución por equipos.
Participó en dos Juegos Olímpicos de Verano, en la prueba de persecución por equipos, obteniendo la medalla de plata en Moscú 1980 (junto con Gerald Mortag, Uwe Unterwalder y Volker Winkler) y el cuarto lugar en Montreal 1976.
Ganó dos medallas de oro en el Campeonato Mundial de Ciclismo en Pista, en los años 1977 y 1978.

## Medallero internacional
| Juegos Olímpicos   | Juegos Olímpicos          | Juegos Olímpicos | Juegos Olímpicos            |
| Año                | Lugar                     | Medalla          | Competición                 |
| ------------------ | ------------------------- | ---------------- | --------------------------- |
| 1980               | Moscú (URSS)              | Medalla de plata | Persecución por equipos     |
| Campeonato Mundial |                           |                  |                             |
| Año                | Lugar                     | Medalla          | Competición                 |
| 1977               | San Cristóbal (Venezuela) | Medalla de oro   | Persecución por equipos (A) |
| 1978               | Múnich (RFA)              | Medalla de oro   | Persecución por equipos (A) |